# Loopt
Looptはアメリカ合衆国カリフォルニア州マウンテンビューに拠点を置く会社であり、スマートフォン向けの位置情報サービスを開発している。
iPhone、BlackBerry、Android、Windows Phoneに対応しており、アメリカ国内の主な携帯事業者と提携し500万人以上の登録利用者を有する。
利用登録の際には氏名、電話番号、生年月日の入力が必須であり、利用者がプライバシー設定により公開対象を管理する旨が示される。
2005年に創業しYコンビネータ (企業)から資金調達を受け、2012年にGreen Dot Corporationに買収された。
登録は紹介認証制であり、位置情報の閲覧は指定した友人や人脈に限られ、公開対象はいつでも自由に変更できる。

## 機能
whrrlやbuzzd、brightkiteなどの位置情報SNSと同様に、利用者の端末上に友人の現在の位置や行動を表示する機能があり、100機種以上の動作が確認されている。 
iPhoneやAndroid版は頻繁に更新され汎用性が有り、PC版には上記モバイル版と同期する機能がある。他のソーシャル・ネットワーク・サービスとも連携しており、2008年にFacebookアプリが開発されたほか、位置情報の更新状況がFacebookやTwitterに反映されている。

## SMS認証問題
2008年7月10日にiPhoneアプリをリリースした際、自動的にアドレス帳の登録先に招待メールが送信され問題となった上に、プログラムが運営元からの停止命令を受け付けず混乱を招いた。
同年7月14日に運営元の公式ブログにて、ユーザーインターフェースの設計が認証システムの問題源であると発表したが未だに改修がなされず、 翌日に停止命令が実行され、7月17日にUI更新版がリリースされた。